# Svensk Hemslöjd

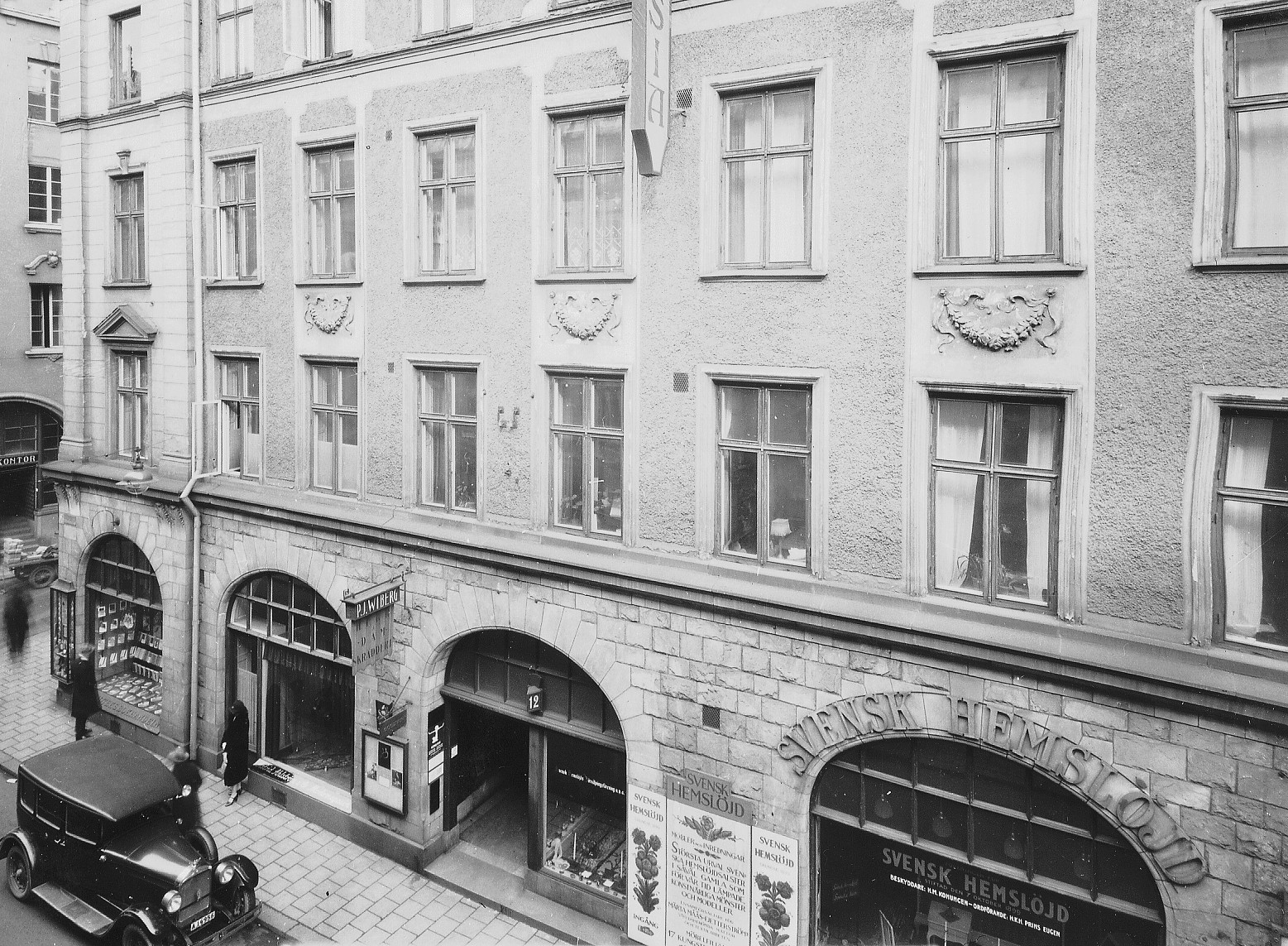
Svensk hemslöjd, Biblioteksgatan, 1930.

Föreningen för Svensk Hemslöjd, kort Svensk Hemslöjd, bildades 1899 på initiativ av Lilli Zickerman och med prins Eugen som ordförande.

## Historik

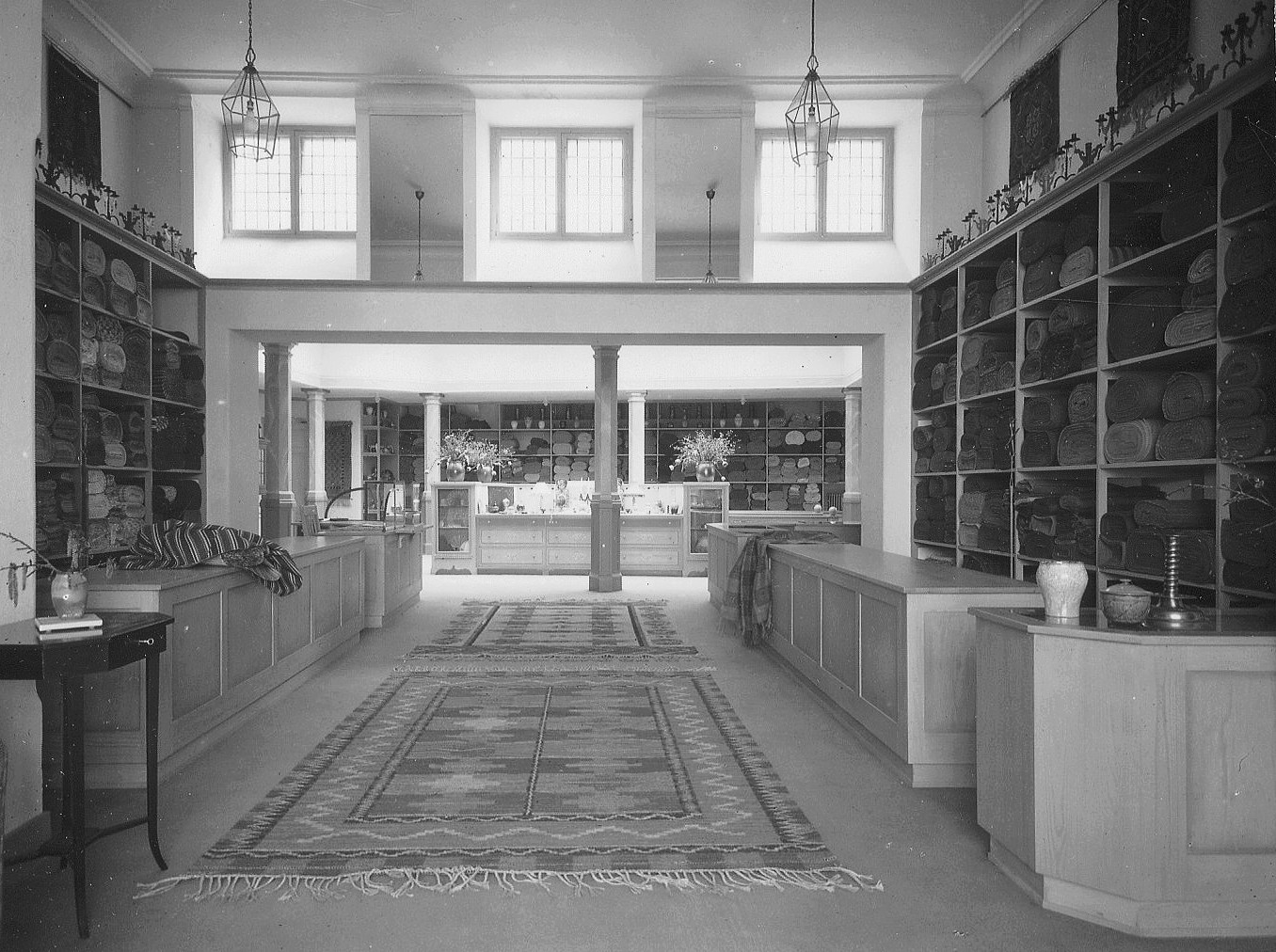
Svensk hemslöjd, Biblioteksgatan, 1926.

Föreningens verksamhet bestod av butik, anställda textilkonstnärer och snickare och kom att stå som förebild för de lokala hemslöjdsföreningar som bildades från 1904.
År 1899 öppnade föreningen sin första utställning och butik. Man hyrde flera lokaler i fastigheten Pumpstocken 13 vid Biblioteksgatan 12. Här såldes garn, mönster, möbler, färdiga produkter så som mattor och ryor och liknande. På grund av hyreshöjningar och att föreningen växt ur lokalen flyttade verksamheten 1935 från Biblioteksgatan till Citypalatset vid Norrmalms torg.
Genom föreningens försorg ordnades utbildningar inom både den "mjuka" och den "hårda" sidan av hemslöjden (textil, trä och metall).

## Föreningen i dag
Föreningen har i dag cirka 400 medlemmar. Den är ansluten till Riksförbundet SHR, Svenska Hemslöjdsföreningarnas Riksförbund, är en ideell organisation som verkar för att bevara, främja och utveckla slöjden, både som kultur och näring. Visionen är att ge varje människa möjlighet att upptäcka skönheten, nyttan och glädjen i slöjden. Föreningen driver en butik på Norrlandsgatan 20 i Stockholm som säljer svenskt hantverk och slöjd.